# Rafael Díez de la Cortina

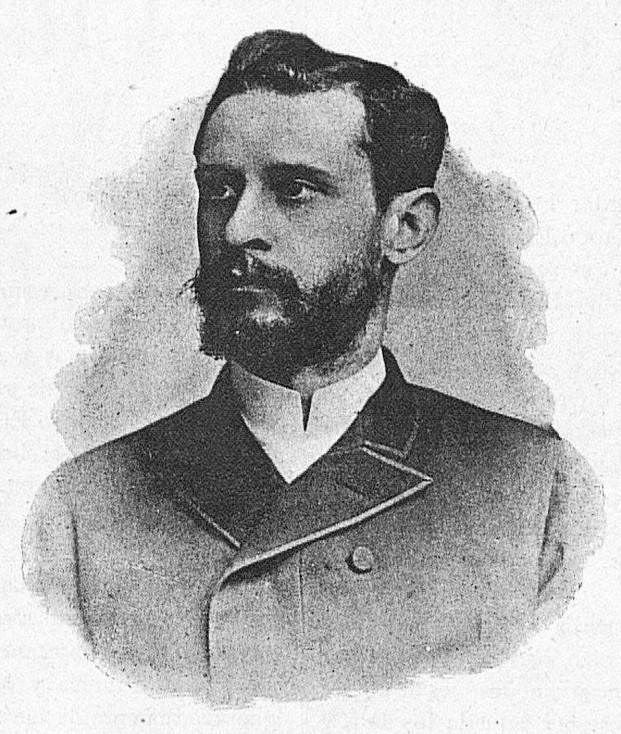
Rafael Díez de la Cortina

Rafael Díez de la Cortina y Olaeta, conde de Olaeta (Marchena, 1859 - Middletown, 1939) fue un profesor de idiomas español.

## Biografía
De origen noble, nació en Marchena (Provincia de Sevilla). La casa solariega aún está en pie. Era hijo de José Díez de la Cortina Cerrato y de Elena de Olaeta. La familia se adhirió al carlismo tras la Revolución de 1868. Su padre y su hermano mayor Juan morirían en la Batalla de Piedrabuena (La Mancha) durante la tercera guerra carlista. 
Su hermano José y él también participaron en la expedición de su padre. Tras sobrevivir a la batalla de Piedrabuena, consiguieron pasar la frontera de Portugal; y se embarcaron en Lisboa hacia Burdeos, y de allí al Ejército carlista del Norte, en el cual ingresaron a tiempo para asistir a los últimos combates de Somorrostro. Rafael adquiriría el grado de teniente y se incorporó a la 2.ª Batería montada mandada por el Coronel Prada. José sería agraciado por el pretendiente con el título carlista de Conde de Cortina de La Mancha y Rafael con el de Conde de Olaeta. José, que llegaría a ser general carlista, se casó en Marchena con su prima en tercer grado, María del Carmen Torres Ternero. 
Tras la guerra, Rafael Díez de la Cortina emigró a Nueva York y se dedicó a enseñar español, inglés y francés. En Estados Unidos contraería matrimonio. En 1882 fundó en Nueva York el Cortina Institute of Languages, la escuela de enseñanza de idiomas a domicilio más antigua de ese país, que perdura en la actualidad. Interesado por el descubrimiento de Thomas Edison del fonógrafo, ambos colaboraron en usar este sistema para grabar los primeros cursos grabados de idiomas en los cilindros del invento.
Cortina es autor de originales obras didácticas de enseñanza del español como segundo idioma, como por ejemplo, la versión en español e inglés "adaptada para el uso de los estudiantes" de una novela de Enrique Pérez Escrich, Amparo (Nueva York: R. D. Cortina Company, 1907); también una comedia bilingüe en tres actos inspirada en otra de Ricardo García de la Vega, El Indiano (Nueva York: R. D. Cortina Company, 1915); hizo otras adaptaciones de este estilo con cuentos de Pérez Escrich, Pedro Antonio de Alarcón y Emilia Pardo Bazán. En el libro "Narraciones en español y en inglés" (1901), Cortina adaptó varias novelas cortas de la escritora Fernán Caballero. 
Creó el que llamó "Método Cortina para estudiar sin profesor" que servía para enseñar idiomas a domicilio, y lo utilizó en unas obras muy reimpresas (los años de edición no son los de la primera edición): Francés en veinte lecciones. Método de Cortina para su uso en las clases y la preparación del estudiante. Con un sistema de articulación, basado en equivalencias castellanas, con una "Carta prólogo" de Gaspar Núñez de Arce (Nueva York: R. D. Cortina, 1897); Inglés en veinte lecciones con un sistema de articulación, basado en equivalencias castellanas que asegura una pronunciación correcta (Nueva York: Cortina Company, 1899), con prólogo de Emilio Castelar y revisada la parte inglesa por L. S. Darr; el libro de lectura ilustrado para niños de cinco a seis años de Frank E. Spaulding y Catherine Bryce Libro fundamental, adaptado al castellano juntamente con Arturo Cuyás Nueva York: Newson and Company, 1912. Otras obras: The Cortina method of simplifying the study of the Spanish language (sin año, más o menos entre 1887 y 1889); muchos de sus métodos de aprendizaje llevaban el título de Español en español, Deutsch auf Deutsch, English in English, Italiano en italiano, etcétera.
Se le deben algunas obras lexicográficas, como Verbos españoles: diccionario de la conjugación castellana (Nueva York: R. A. Cortina; 1898, novena reimpresión) y El intérprete, diccionario Cortina número 3 de las diez mil palabras más usuales en español y en inglés, ampliado con un suplemento de materias escogidas para facilitar el conocimiento y la práctica de ambos idiomas, y Guía de la conversación New York: R. D. Cortina, c. 1928). 
También se deben a Díaz de la Cortina, excelentes prontuarios de estilo epistolar, como Modelos para cartas en español y en inglés (Nueva York: R. D. Cortina, decimotercera reimpresión en 1895) o la leidísima adaptación ulterior para su circulación en España Modelos para cartas en español, cuya primera edición es de 1899.
Fue el representante de Carlos de Borbón y Austria-Este (Carlos VII) en los Estados Unidos de América.